# Lin Huiyin
Lin Huiyin (en xinès: 林徽因; en pinyin: Lín Huīyīn; Hangzhou, 10 de juny del 1904-Pequín, 1 d'abril del 1955) va ser una arquitecta i escriptora xinesa, especialitzada en la restauració de monuments antics. La seva popularitat va inspirar una sèrie documental en què s'analitza la seva obra i diversos homenatges.
Filla de Lin Changmin, diplomàtic de la dinastia Qing, que li va inculcar la passió per l'arquitectura, i He Xueyuan, Lin Huiyin va estudiar tant a la Xina com a Anglaterra i els Estats Units, gràcies als contactes i fortuna de la seva família. Això li va permetre combinar les tendències occidentals amb la tradició xinesa i ser professora universitària en diversos països. El fet de ser dona, però, va dificultar la seva carrera acadèmica al seu país natal i en determinats períodes havia de cursar assignatures matriculada en altres facultats, com la d'art dramàtic.
Va conèixer Xu Zhimo, amb qui va mantenir una relació amorosa. Ell va ser una influència important en la seva obra poètica, que va començar a publicar de ben jove en revistes i diaris nacionals. Posteriorment es va casar amb Liang Sicheng, també arquitecte. Amb ell es van mudar a la capital i van començar a interessar-se per documentar i restaurar els monuments històrics. La guerra amb Japó va forçar la família a mudar-se diverses vegades, i va provocar la mort del germà de Huiyin, amb qui estava molt unida. Aquesta pèrdua està en la base de diversos escrits elegíacs, d'ampli ressò.
El 1949 va combinar la tasca docent a la facultat d'arquitectura amb el disseny de monuments i emblemes patriòtics, fins a la seva mort el 1955 de tuberculosi.